# Autodescobrimento: Uma Busca Interior
Autodescobrimento: Uma Busca Interior é um ensaio de psicologia espírita, onde a instrutora espiritual analisa o ser real, os conflitos, o inconsciente e o subconsciente, a viagem interior, os transtornos comportamentais, o pânico, a amargura, a conquista de sit etc, facultando que cada um descubra seus limites reais e verdadeiras aspirações. O livro foi ditado pelo espírito de Joanna de Ângelis e psicografado pelo médium espírita Divaldo Pereira Franco em 30 de novembro de 1994.
Na apresentação Joanna de Ângelis menciona "ao apresentarmos o nosso livro aos interessados na decifração de si mesmos, tentamos colocar pontes entre os mecanismos das psicologias humanas e transpessoal com a Doutrina Espírita, que as ilumina e completa, assim cooperando de alguma forma com aqueles que se empenham na busca interior, no autodescobrimento". 
Este é o sexto livro da série psicológica escrita por Divaldo em parceria com Joanna de Ângelis. É uma obra de estudos e ao todo possui doze capítulos com vários subtópicos dentro. A obra é ótima como complemento de algum estudo ou livro principal para grupo de estudos em alguma área relacionado as questões humanas.
A proposta da Série Psicológica encontra-se em plena consonância com os postulados básicos do Espiritismo - a crença em Deus, na imortalidade da alma, na comunicabilidade dos espíritos, na reencarnação e na pluralidade dos mundos habitados – e com o pensamento do próprio Codificador, Allan Kardec, que estabeleceu em A Gênese que: “Espiritismo e Ciência se completam reciprocamente; a Ciência, sem o Espiritismo, se acha na impossibilidade de explicar certos fenômenos só pelas leis da matéria; ao Espiritismo, sem a Ciência, faltariam apoio e comprovação.” Recordemos que Kardec colocou no subtítulo da Revista Espírita o termo Jornal de Estudos Psicológicos, dando a entender a importância de estudar-se a alma como um todo, e não em partes.
Segundo José Batista de Carvalho "a Doutrina Espírita, com suas mensagens de Espíritos elevados, nos convida constantemente a um mergulho interior, à prática do autoconhecimento, para que tenhamos um encontro sincero com as nossas virtudes e também com as nossas imperfeições."